# Містичні історії. Новий погляд
«Містичні історії.Новий погляд» — українська докудрама телеканалу «Світло», продовження докудрами «Містичні історії», знята «Film.UA».
Прем'єра першого сезону докудрами відбулася 15 квітня 2024 року.

## Про проєкт
Оновлений проєкт відомої докудрами Містичні історії. В основі кожної серії розказані містичні історії героїв, які в якийсь момент свого життя звернулися за допомогою до магів, біоенергетиків і екстрасенсів. Головне завдання програми — розібратися в кожній історії та знайти вихід, вдавшись до допомоги експертів: психолога, лікаря, священника. У кожній серії окрема історія героїв розглядається з різних кутів зору.
Кожна серія «Містичних історій» складається з двох епізодів, що не пов'язані один з одним. Ведучий є розповідачем кожної історії. В серіях у персонажів немає діалогів, вся розповідь будується на закадровому тексті ведучого. Кожен епізод перебивається коментарями експертів, які висловлюють свій погляд з приводу тих чи інших подій, або вчинків героїв епізоду.

## Критика
- Пропаганда псевдонауки та забобонів:
  - Це, мабуть, найголовніший пункт критики. Програма часто представляє надприродні явища як реальні факти, не надаючи жодних наукових доказів.
  - Залучення "експертів" на кшталт екстрасенсів, магів, ворожок, які пропонують містичні пояснення, розмиває межі між реальністю та вигадкою. Це може спонукати глядачів звертатися до таких людей у реальному житті, що призводить до обману та фінансових втрат.
  - Програма не сприяє розвитку критичного мислення, а навпаки, може його пригнічувати, якщо глядач сприймає все показане за чисту монету.
- Дезінформація та маніпуляція:
  - Навіть якщо історії і "базуються на реальних подіях", вони значно драматизуються, перебільшуються та художньо обробляються. Це створює спотворене уявлення про те, що сталося насправді.
  - Відсутність перевірених джерел та доказів (крім "свідчень" самих "героїв" та "експертів") робить програму ненадійною з точки зору фактажу.
- Негативний психологічний вплив:
  - Постійний перегляд історій про привидів, прокляття, демонів та інші моторошні явища може викликати підвищену тривожність, страх, параною, особливо у дітей, підлітків та емоційно вразливих людей.
  - Може сприяти розвитку фобій або посиленню існуючих страхів.
  - Порушення сну та нічні кошмари також є частими наслідками перегляду подібного контенту.
- Етичні питання та відповідальність телеканалу:
  - Деякі критики вважають, що телеканал, транслюючи такі програми без чіткого застереження про їхній розважальний характер та відсутність наукової основи, несе відповідальність за поширення забобонів та створення хибних уявлень у суспільстві.
  - Іноді виникають питання щодо відповідності контенту програм віковим обмеженням та часу трансляції (наприклад, чи не показується контент, не призначений для дітей, у час, коли їхня аудиторія може дивитися телевізор). Незалежна медійна рада в Україні вже звертала увагу на систематичну невдоволеність глядачів щодо змісту деяких телепередач на СТБ, включаючи "Містичні історії", та їх можливий негативний вплив на неповнолітніх.[1]

## Список епізодів

### 1 сезон
| Номер | Назва епізоду                       | Дата        |
| ----- | ----------------------------------- | ----------- |
| 1     | Незрима. Пуповина.                  | 15.04.2024  |
| 2     | Карти Таро.                         | 16.04.2024  |
| 3     | Я тебе зведу.                       | 17.04.2024  |
| 4     | Старий. Мокрий наречений.           | 18.04.2024  |
| 5     | Дух, будинок. Ворожка.              | 19.04.2024  |
| 6     | Смерть, Дівич-вечір.                | 22.04.2024  |
| 7     | Хочеш жити, не пий.                 | 23.04.2024  |
| 8     | Мертві дочки. Другий шанс.          | 24.04.2024  |
| 9     | Господар лісу. Подарунок доньці.    | 25.04. 2024 |
| 10    | Відьми. Лист суженого.              | 26.04.2024  |
| 11    | Студенти. Згубно.                   | 29.04.2024  |
| 12    | Детектор брехні. Привид в школі.    | 30.04.2024  |
| 13    | Психіатр. Ночівля у відьми.         | 01.05.2024  |
| 14    | Репортаж. Зустріч.                  | 02.05.2024  |
| 15    | Весілля і смерть. Фатальна жінка.   | 03.05.2024  |
| 16    | В'язні підземелля. Небезпечна роль. | 06.05.2024  |
| 17    | Сліпий професор. Нерозмінний рубль. | 07.05.2024  |
| 18    | Відьмине гніздо. Зустріч у лісі.    | 08.05.2024  |
| 19    | Кривава господиня. Розбите корито.  | 09.05.2024  |
| 20    | Янгол смерті. Продане щастя.        | 10.05.2024  |
| 21    | Лякало. Охоронець.                  | 13.05.2024  |
| 22    | Три монети. Кара.                   | 14.05.2024  |
| 23    | Шах і мат. Хірург.                  | 15.05.2024  |
| 24    | Двійник. Диво.                      | 16.05.2024  |
| 25    | Червоні чобітки. Кома.              | 17.05.2024  |